# TIME MACHINE (Sound Scheduleの曲)
『TIME MACHINE』（タイムマシーン）は、Sound Scheduleの9作目のシングル。2016年9月21日にMyodanys Recordsより発売された。

## 概要
シングル作品としては解散前にリリースされた前作『アンサー』から約11年8か月ぶり、デビュー15周年の節目にリリースされたシングル作品である。今作も『LIVE』同様、Myodanys Recordsよりリリースされた。表題曲「タイムマシーン」はDANGUY RECORDSからリリースされた結成20年記念のオールタイムベストアルバム『Sound Schedule ALL TIME BEST』にも収録されている。
通常盤のほか、TシャツとハンドタオルがセットとなったSPACE SHOWER STORE限定特別盤の2形態で発売された。

## 収録曲
1. タイムマシーン [4:29]
作詞・作曲：大石昌良
編曲：Sound Schedule
8thシングル『アンサー』表題曲のアンサーソング[8]。
2. あさがお [4:15]
作詞：大石昌良
作曲：大石昌良・川原洋二
編曲：Sound Schedule
3. ダ・15周年 (Bonus Track) [1:49]
作詞・作曲：大石昌良・沖裕志・川原洋二
編曲：Sound Schedule

## 収録アルバム
- Sound Schedule ALL TIME BEST (#1)